# Itxaro Borda
Itxaro Borda Xarriton (Bayona, 29 de marzo de 1959) es una escritora en euskera.

## Trayectoria literaria
Publicó su primer poema en 1974 en la revista Herria. En 1981 participó en la creación de la revista vascofrancesa Maiatz, la cual facilitó la publicación de su primer poemario, Bizitza nola badoan, en 1984.
Además de poesía, ha escrito novelas, artículos y ensayos. Ha traducido al vasco obras como Kaukausiche Kredekreis de Bertolt Brecht. También ha escrito letras para canciones.
En 2002 recibió el Premio Euskadi su novela 100% Basque.

## Amaia Ezpeldoi
El personaje más conocido de la obra de Borda es Amaia Ezpeldoi, una detective suletina atípica, rural, bisexual y con problemas de comunicación, que aparece por primera vez en la novela Bakean ützi arte, de 1994, y posteriormente en Bizi nizano munduan y Amorezko pena baño, ambas de 1996, formando una primera trilogía. Trata en estas tres obras temas suletinos, como la industria del gas o la producción de esparto, así como la situación socioeconómica y cultural del País Vasco francés.
En 2004 recuperó este personaje en Jalgi hadi plazara, si bien el entorno de esta novela es Bilbao. En 2012 publicó una quinta novela protagonizada por Ezpeldoi, Boga boga.

## Obra

### Poesía
- Bizitza nola badoan (Tal y como va la vida); 1984, Maiatz.[1]
- Krokodil bat daukat bihotzaren ordez (Tengo un cocodrilo en lugar de un corazón); Susa, 1986.[4]
- Just love; Maiatz, 1988.[1]
- Bestaldean (Al otro lado); Susa, 1991.[5]
- Orain (Ahora); Susa, 1998.[1]
- Entre les loups cruels; Maiatz, 2001.[1]
- Hautsak errautsak bezain (El polvo al igual que la ceniza); Maiatz, 2002.[1]

### Novelas
- Basilika (La basílica); 1985, Susa.[6]
- Udaran betaurreko beltzekin (En verano con gafas negras); 1987, Ateka.[3]
- Bakean ützi arte (Hasta que nos dejen en paz); Susa, 1994.[7]
- Bizi nizano munduan (En el mundo que vivía); Susa, 1996.[8]
- Amorezko pena baño (Más que pena de amor); Susa, 1996.[9]
- %100 Basque (100% Basque); 2002, Susa.[10]
- Zeruetako Erresuma (El reino de los cielos); 2005, Susa.[11]
- Jalgi hadi plazara (Sal a la plaza); 2007, Susa.[12]
- Ezer gabe hobe (Mejor sin nada); 2009, Susa.[13]
- Boga boga; 2012, Susa.[14]

### Traducciones
- Bertold Brech. Kaukasiar kreazko borobila. Bilbo: Artezblai, 2006.[15]
- María Mercé Marçal (Poesía Kaiera). Zarauz: Susa, 2014.[16]